# Joseph Pulitzer

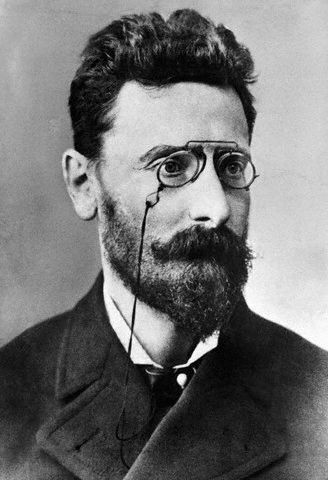
Joseph Pulitzer

Joseph Pulitzer, auch József Pulitzer (* 10. April 1847 in Makó, Königreich Ungarn; † 29. Oktober 1911 in Charleston, South Carolina), war ein ungarisch-amerikanischer Journalist, Herausgeber und Zeitungsverleger. Er ist Stifter des nach ihm benannten Pulitzer-Preises.

## Leben und Wirken

### Jugend und Emigration
Joseph Pulitzer wurde 1847 als ältester Sohn eines wohlhabenden ungarisch-jüdischen Kornhändlers und einer streng katholischen deutschen Mutter im ungarischen Makó in der Nähe von Szeged geboren. Er hatte einen jüngeren Bruder, Albert, der für das katholische Priestertum ausgebildet wurde. Nach dem Umzug der Familie nach Budapest wurde Pulitzer auf Privatschulen und von Privatlehrern unterrichtet. Mit 17 Jahren bewarb er sich erfolglos – als untauglich eingestuft – bei der österreichischen Armee, der französischen Fremdenlegion für den Einsatz in Mexiko und der britischen Armee für den Dienst in Indien. Schließlich gelang ihm in Hamburg die Registrierung für die US-Unionsarmee, und er gelangte 1864 über Boston in die USA; dort diente er bis zum Ende des Bürgerkriegs im 1. New Yorker Kavallerie-Regiment, das hauptsächlich aus Deutschen bestand. Pulitzer konnte sich sehr gut auf Deutsch und Französisch, jedoch kaum auf Englisch verständigen. Nach vielen Gelegenheitsjobs, unter anderem als Kofferträger und Kellner, wurde er 1867 amerikanischer Staatsbürger. Zu diesem Zeitpunkt sprach und schrieb er bereits exzellent Englisch, zudem besaß er einen Abschluss in Jura.

### Journalist und Verleger

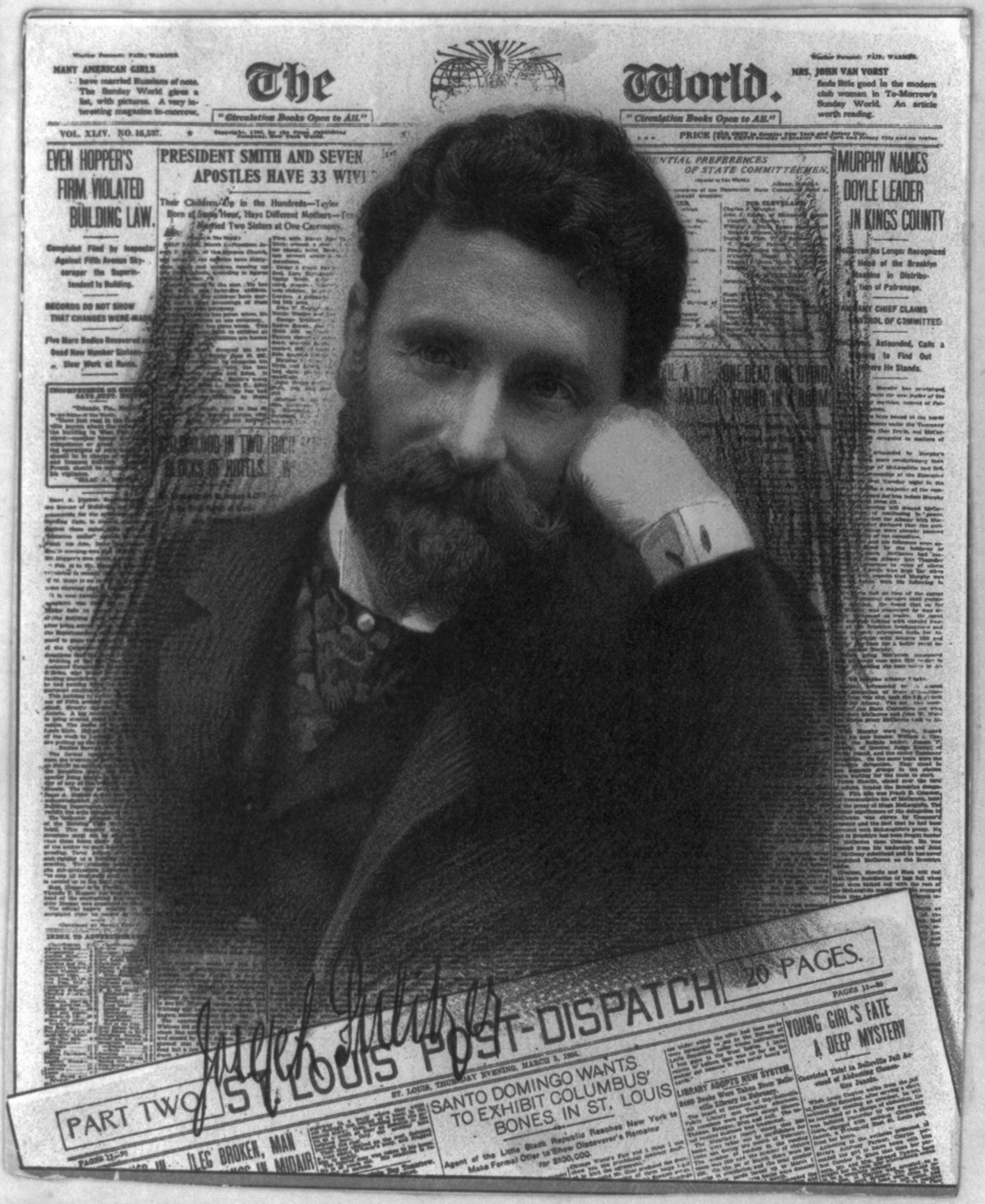
Joseph Pulitzer

Auf Arbeitsuche kam er 1868 nach St. Louis (Missouri) und wurde von Carl Schurz als Reporter der deutschsprachigen Westlichen Post angestellt. Er wurde 1871 Herausgeber und Miteigentümer der Zeitung, die er 1873 verließ.
Danach war er mehrere Jahre lang Redakteur des „Saint-Louis-Globe-Democrate“. Anschließend gründete er die Abendzeitung „Post-Dispatch“, deren Auflage er innerhalb eines halben Jahres auf 40.000 steigern konnte, sodass er zwei Rotationsmaschinen anschaffen musste.
Im Frühjahr 1878 heiratete er in der Protestant Episcopal Church Kate Davis, eine bekannte Gesellschaftsdame aus Washington.
Nach einer Episode als Korrespondent bei der New York Sun kaufte er 1878 den St. Louis Evening Dispatch und vereinigte ihn 1881 mit der Evening Post zum St. Louis Post-Dispatch. 1883 erwarb er dazu die finanziell angeschlagene New York World, die sich unter seiner Leitung in den nächsten zehn Jahren zu einer der wichtigsten und einflussreichsten Zeitungen des Landes (mit einer Auflage von 600.000 Exemplaren) entwickelte. Sie brachte im Unterschied zur Konkurrenz sensationelle Artikel, akribisch recherchierte Reportagen über Korruption in Regierung und Wirtschaft und andere Missstände und die ersten (später farbigen) Cartoons. 1883 gelang es Pulitzer, eine große Werbe- und Spendenkampagne für den Bau des Sockels der Freiheitsstatue in der World zu initiieren, um die nötigen Finanzmittel zu sammeln.
Im Kampf um immer höhere Auflagen wurde Pulitzer ab 1890 von den Herausgebern der konkurrierenden Zeitungen, insbesondere dem Herausgeber der New York Sun, persönlich angegriffen. Seine Gesundheit (er hatte vermutlich Diabetes) verschlechterte sich daraufhin drastisch und er zog sich 1890 mit 43 Jahren fast erblindet als Herausgeber zurück. Trotzdem behielt er die strikte Kontrolle über seine Zeitungen und kommunizierte verschlüsselt mit seinen Herausgebern. Der neue Farbdruck war eine Sensation, als 1895 in der World ein Comic-Strip des Zeichners Richard F. Outcault erschien, dessen Hauptperson, ein kleiner Junge, ein langes gelbes Hemd trug. Nach ihm wurde die Serie The Yellow Kid genannt – und dieser Comic prägte den Begriff der „Yellow-Press“, der Sensationspresse, bis heute. 1887 stellte er die investigative Journalistin Nellie Bly ein.
1895 kaufte William Randolph Hearst das New York Morning Journal und kopierte die Art der erfolgreichen Berichterstattung seines früheren Mentors Pulitzer. 1896 bis 1898 wurde Pulitzers World in eine beispiellose Kampagne mit Hearsts Journal verwickelt. Beide Zeitungen versuchten sich im Kampf um höhere Auflagen mit zum Teil manipulierten Sensationsberichten zu überbieten. Sie heizten mit ihrer Berichterstattung über den Unabhängigkeitskampf der Kubaner gegen die spanische Kolonialmacht derart die Stimmung im Land gegen Spanien an, dass der Kongress schließlich einer Kriegserklärung von US-Präsident William McKinley zustimmte, nachdem das Kriegsschiff Maine am 16. Februar 1898 aus ungeklärter Ursache im Hafen von Havanna explodiert war und 260 Menschen starben.
Nach dem viermonatigen Krieg distanzierte sich Pulitzers World von dieser Art Journalismus und konzentrierte sich stattdessen auf schonungslosen, gut recherchierten investigativen Journalismus. Dies brachte ihn und seine Zeitung in große Schwierigkeiten, als er 1909 den Bestechungsskandal um den Panamakanal, d. h. die Zahlung von 40 Millionen US-Dollar der USA unter dem US-Präsidenten Theodore Roosevelt an die French Panama Canal Company, aufdeckte. Pulitzer wurde daraufhin von Roosevelt und dem Finanzier J. P. Morgan verklagt. Aus dem Verleumdungsprozess ging Pulitzer siegreich hervor, was er als Sieg des freien Journalismus feierte und ihn noch populärer machte.

### Politiker
1869 wurde Pulitzer als Mitglied der Republikanischen Partei in das Repräsentantenhaus von Missouri gewählt. Im Präsidentschaftswahlkampf 1872 unterstützte er, wie viele andere fortschrittliche Republikaner, den Zeitungsverleger Horace Greeley als Gegenkandidaten zum Bürgerkriegshelden General Ulysses S. Grant. Trotz aller Bemühungen von Pulitzer und Schurz, der 1868 Senator in Missouri geworden war, wurde der 18. US-Präsident Grant für eine zweite Amtszeit gewählt. 1884 wurde Pulitzer in das US-Repräsentantenhaus gewählt.

### Testament

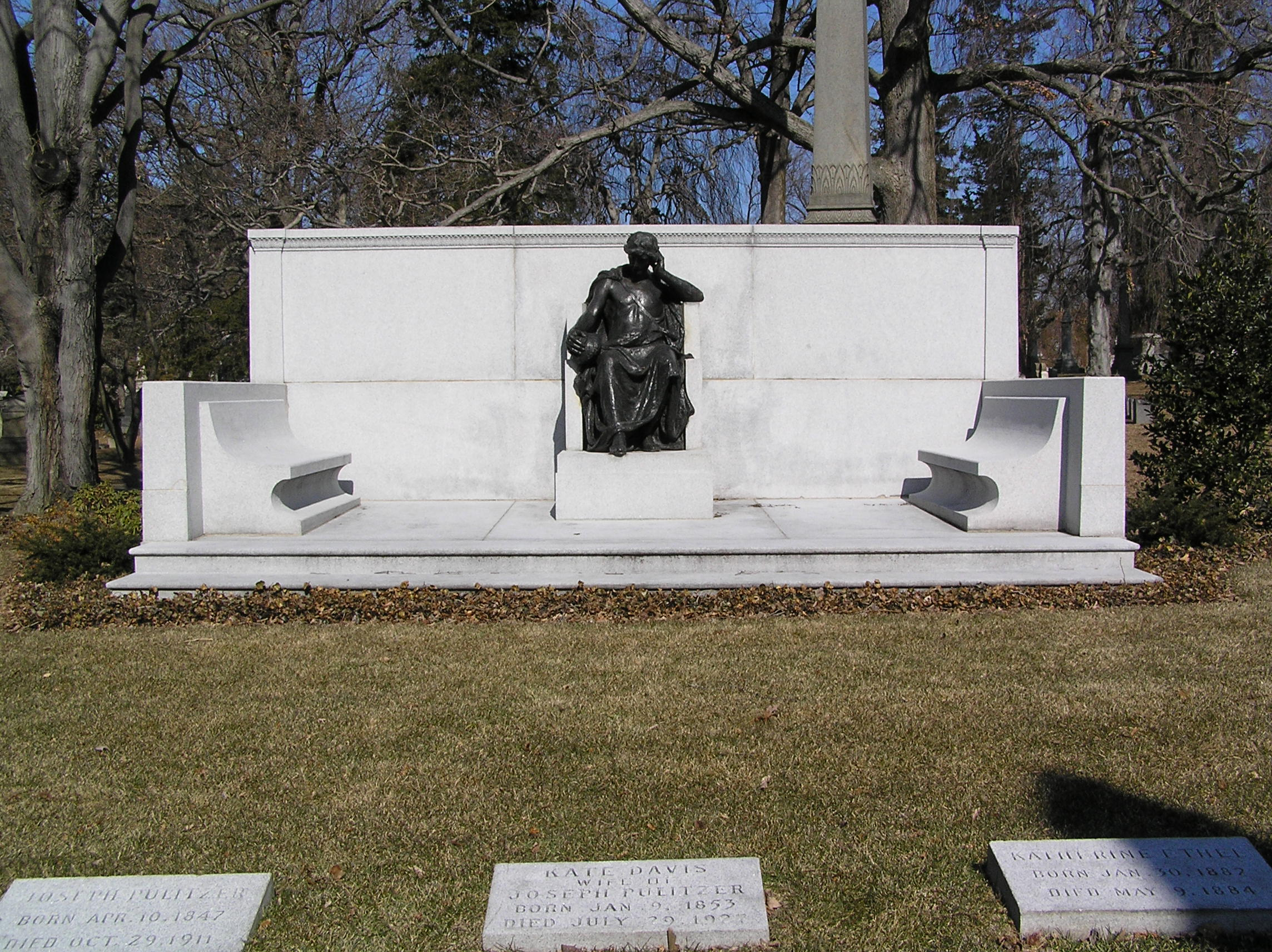
Pulitzers Grab auf dem Woodlawn Cemetery in der Bronx, New York City

Die New Yorker Philharmoniker erhielten ein Vermächtnis in Höhe von 700.000 Dollar, wogegen seine Erben erfolglos Rechtsmittel eingelegt hatten.
1892 wurde Pulitzers Geldspende für die Gründung der ersten Journalistenschule nicht akzeptiert. Daher verfügte er in seinem Testament aus dem Jahre 1904, die gestifteten zwei Millionen Dollar zur Gründung einer „School of Journalism“ und für die Verleihung eines Journalisten-Preises zu verwenden. Erst 1912, ein Jahr nach seinem Tod, wurde die journalistische Fakultät an der Columbia-Universität gegründet, und seit 1917 wird jährlich der Pulitzer-Preis verliehen.

## Zitate
„Es gibt kein Verbrechen, keinen Kniff, keinen Trick, keinen Schwindel, kein Laster, das nicht von Geheimhaltung lebt. Bringt diese Heimlichkeiten ans Tageslicht, beschreibt sie, macht sie vor aller Augen lächerlich. Und früher oder später wird die Meinung der Öffentlichkeit sie hinwegfegen. Bekannt machen allein genügt vielleicht nicht – aber es ist das einzige Mittel, ohne das alle anderen versagen.“

„Eine Nachricht ist erst dann eine Nachricht, wenn der zweite Blick den ersten Blick bestätigt.“